# Livstycket

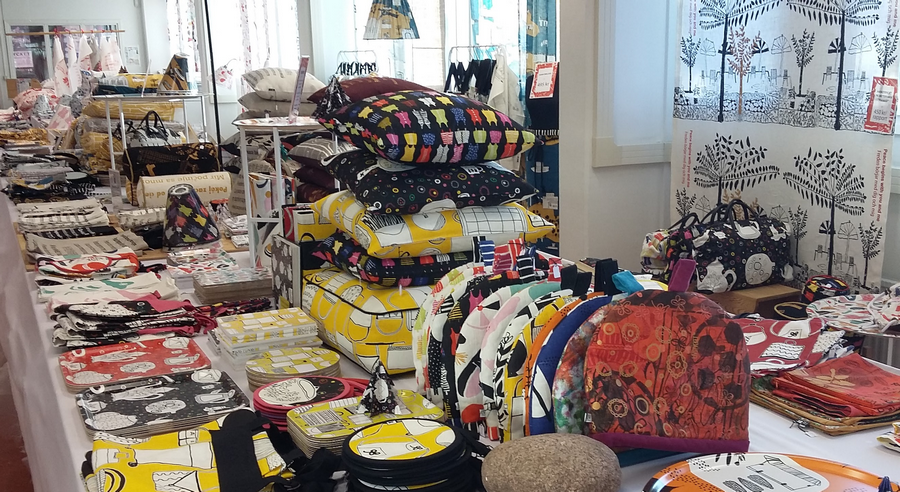
Delar av produktionen utställd i Livstyckets lokal i Tensta december 2015.

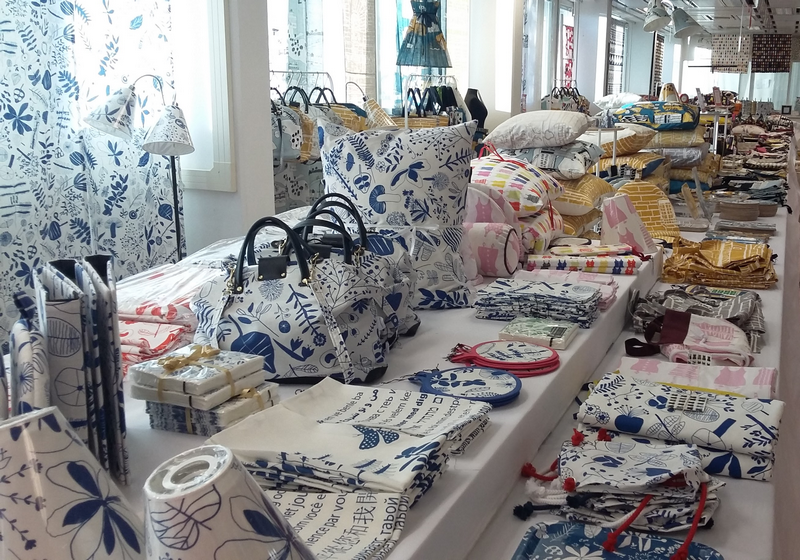
Textila verk från Livstycket, utställda till försäljning i Tensta i december 2015.

Livstycket var ett kunskaps- och designcenter i Tensta. Det drevs 1992–2019  av en ideell förening, med bidrag från bland annat Stockholms stad.
På Livstycket tillverkades textila verk som ställdes ut och såldes på till bland annat Stockholms stadsmuseum och Nordiska museet.
Livstycket samlade invandrarkvinnor som parallellt med den konstnärliga verksamheten lärde sig svenska språket. De mönster som trycktes på tyger var formgivna av designers med utgångspunkt i teckningar skapade av Livstyckets deltagare. Deltagarnas bakgrund i olika länder satte spår i designen.

## Historia
Livstycket startades som en ideell förening av Birgitta Notlöf 1992. Det började med en loppmarknad som inbringade ett startkapital på några tusenlappar. Verksamheten växte och fickhade större lokaler och ett tiotal anställda. 2007 startade Livstycket sitt första internationella projekt, i Turkiet, med liknande innehåll som i Sverige. År 2019 lades verksamheten ner efter 27 år.

## Utmärkelser
- 2012 EESC Civil Society Prize[5]
- 2013 Abrahams barns pris[6]

## Fotnoter
1. 1 2  Nyhetsbyrån Järva (30 december 2023). ”I vår kommer boken om Livstycket”. Nyhetsbyrån Järva. https://www.nyhetsbyranjarva.se/i-var-kommer-boken-om-livstycket/. Läst 27 februari 2025.
2. ↑  ”Livstycket på Stockholms Stadsmuseum”. Stockholms stadsmuseum. Arkiverad från originalet den 4 maj 2013. https://archive.is/20130504154935/http://www.stadsmuseum.stockholm.se/museet.php?artikel=285&sprak=svenska. Läst 18 april 2013.
3. ↑  ”Livstycket på Nordiska museet”. Nordiska museet. Arkiverad från originalet den 4 maj 2013. https://archive.is/20130504154312/http://www.nordiskamuseet.se/Publication.asp?cat=148&publicationid=12388. Läst 18 april 2013.
4. 1 2  ”Livstycket”. Arkiverad från originalet den 23 juni 2013. https://web.archive.org/web/20130623021109/http://livstycket.se/index.htm. Läst 18 april 2013.
5. ↑  ”Svenskar vann EU-pris”. EU-portalen. http://www.europaportalen.se/2013/01/svenskar-vann-eu-pris. Läst 18 april 2013.
6. ↑  ”Livstyckets Kunskaps- och Designcenter i Tensta tilldelas Abrahams barns pris 2013”. Sigtunastiftelsen. 15 februari 2013. Arkiverad från originalet den 14 juli 2014. https://web.archive.org/web/20140714025005/http://www.sigtunastiftelsen.se/Artiklar_7__1053.html/lid/163266. Läst 18 april 2013.